# Strýčkovy
Strýčkovy (německy Stritschkau) jsou vesnice, část města Rožmitál pod Třemšínem v okrese Příbram ve Středočeském kraji. Nachází se asi pět kilometrů východně od Rožmitálu pod Třemšínem. Částí města protéká Strýčkovský potok. Strýčkovy jsou také název katastrálního území o rozloze 4,61 km².

## Historie
První písemná zmínka o vesnici pochází z roku 1367. Obec náležela k rožmitálskému panství za pánů Lvů z Rožmitálu a rytířů Gryspeků z Gryspachu. Když bylo po smrti Floriána Gryspeka v roce 1588 rozděleno dědictví, obdržel Strýčkovy spolu s Mirošovem Floriánův syn Ferdinand. Po jeho smrti zdědil Strýčkovy jeho bratr Karel. V roce 1610 obec zdědil Karlův syn Vávlav, který se účastnil stavovského povstání proti králi Ferdinandovi II. a zemřel v roce 1618. Po něm majetek zdědili bratranci Florián a Jan Jiří, ale po bitvě na Bílé hoře jim byl v roce 1622 všechen majetek zkonfiskován. Na čas byly Stýčkovy společně s dalšími statky postoupeny Juditě vdově po Gryspekovi, místo úroků ze sumy, kterou na statcích měla pojištěnou. Judita se provdala za Petra Jiřího Příchovického a postoupila mu své statky k užívání, ale v roce 1638 byly opět odjaty královskou komorou a prodány. Strýčkovy koupil Jindřich Libštejnský z Kolovrat, který je připojil k Hrádku. Strýčkov se ještě roku 1673 domáhali dědicové po Juditě Gryspekové, ale nebylo jim vyhověno. Nástupce Jindřicha, Václav Libštejnský z Kolovrat, vstoupil do jezuitského řádu a odkázal mu i svůj majetek, čímž Strýčkovy připadly jezuitské koleji v Březnici. Když byl řád v roce 1773 papežem Klementem XIV. zrušen, připadly Strýčkovy a celé hrádecké panství náboženskému fondu. 
V 16. století se zde nacházel velký poplužní statek (dnešní č. 1) a nad ním dvě usedlosti. V roce 1654 byl již z poplužního statku panský dvůr s panskou chalupou pro šafáře. Roku 1790 zde bylo 36 domů, roku 1857 – 41, r. 1890 – 44, r. 1900 – 50, r. 1921 – 49 domů. Obyvatel zde bylo v roce 1857 – 287, r. 1880 – 324, r. 1890 – 323, r. 1990 – 321 a r. 1921 – 246.

## Obyvatelstvo
| Rok            | 1869 | 1880 | 1890 | 1900 | 1910 | 1921 | 1930 | 1950 | 1961 | 1970 | 1980 | 1991 | 2001 | 2011 | 2021 |
| -------------- | ---- | ---- | ---- | ---- | ---- | ---- | ---- | ---- | ---- | ---- | ---- | ---- | ---- | ---- | ---- |
| Počet obyvatel | 275  | 324  | 323  | 321  | 281  | 246  | 209  | 147  | 145  | 129  | 96   | 104  | 102  | 101  | 95   |
| Počet domů     | 43   | 45   | 44   | 50   | 49   | 49   | 47   | 48   | 42   | 40   | 34   | 40   | 41   | 42   | 46   |

## Obecní správa
Při sčítání lidu v letech 1850–1889 Strýčkovy byly osadou obce Vranovice v okrese Blatná. V letech 1890–1975 byly samostatnou obcí, se kterým patřily nejprve do okresu Blatná, ale od roku 1960 v okrese Příbram. Od 1. ledna 1976 jsou částí města Rožmitál pod Třemšínem v okrese Příbram.

## Zajímavosti
- V obci se zachovala kolomazná pec z roku 1760, kde si místní obyvatelé pálili kolomaz k mazání dřevěných vozů. Pec je vyrobena ze žuly a průměr má asi jeden metr. Stála za domem č.p. 52, později byla přesunuta na zahrádku před kulturním domem.[8]
- Nedaleko Strýčkov bývala ves Koryto, která zanikla během husitských válek a ves Truskov, kde bývala tvrz podle které se psali páni z Truskova. V 16. století patřila ves k Vysoké u Příbramě a pak také zpustla.[4]